# Steamboat Geyser
Pour les articles homonymes, voir Steamboat et Geyser.
Steamboat Geyser (« geyser-bateau à vapeur » en anglais) est un geyser situé dans le Norris Geyser Basin dans le parc national de Yellowstone aux États-Unis.

## Caractéristiques
Il est réputé pour être le plus grand geyser actif au monde. Durant ses éruptions majeures, il peut projeter de l'eau jusqu'à 120 mètres de hauteur,. 
Ces éruptions dites majeures durent de 3 à 40 minutes et sont difficiles à prévoir, l'intervalle entre celles-ci allant de 3 jours à 50 ans. Les éruptions mineures sont bien plus fréquentes et atteignent en moyenne 5 mètres de haut. Après les éruptions, le geyser crache de la vapeur pendant parfois 2 jours.

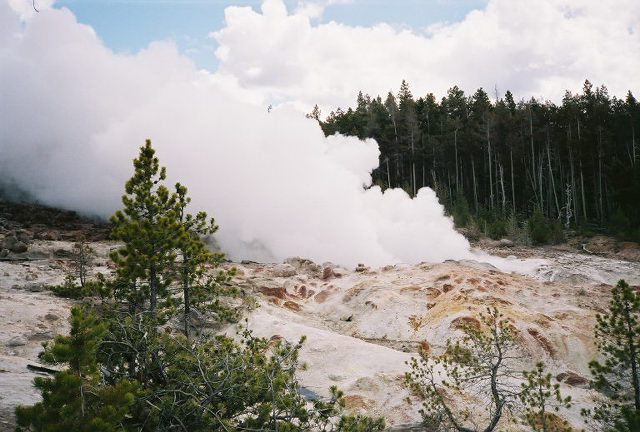
Steamboat Geyser dégageant de la vapeur le 24 mai 2005.

Les éruptions de 1990 à 2018 sont plutôt rares et ont eu lieu les :
- 2 octobre 1991 ;
- 2 mai 2000 ;
- 26 avril 2002 ;
- 13 septembre 2002 ;
- 26 mars 2003 ;
- 27 avril 2003 ;
- 22 octobre 2003 ;
- 23 mai 2005 ;
- 31 juillet 2013 pour la première fois depuis huit ans, projetant de la vapeur entre 60 et 90 mètres de hauteur[4] ;
- 3 septembre 2014.

En 2018, Steamboat Geyser entre dans une période d'activité plus intense, avec parfois plusieurs dizaines d'éruptions par an.